# Марван (Португалія)
Марва́н (порт. Marvão; МФА: [maɾ.ˈvɐ̃w]) — муніципалітет і містечко в Португалії, в окрузі Порталегре. Розташований у східній частині країни, на теренах історичної португальської провінції Алентежу. Належить до Порталегрівсько-Каштелу-Бранківської діоцезії Католицької церкви в Португалії. Права міського самоврядування має з 1226 року. Поділяється на 4 парафії. За адміністративним поділом, чинним до 1976 року, був складовою провінції Верхнє Алентежу. Площа муніципалітету — 154,90 км², населення муніципалітету — 3512 ос. (2011); густота населення — 22,67 осіб/км²
. Патрон — Діва Марія. Святковий день муніципалітету — 8 вересня. Поштовий індекс — 7330.  Код місцевої адміністративної одиниці — 1210. Складова статистичного регіону Алентежу.

## Географія
Марван розташований на сході Португалії, на сході округу Порталегре, на португальсько-іспанському кордоні.
Містечко розташоване 13 км північніше міста Порталегре.
Марван межує на півночі та сході з Іспанією, на півдні та заході — з муніципалітетом Порталегре, на північному заході — з муніципалітетом Каштелу-де-Віде.

## Історія
1226 року португальський король Саншу II надав Марвану форал, яким визнав за поселенням статус містечка та муніципальні самоврядні права.
1267 року, за умовами Бадахоського договору між Португальським королівством та Кастильською Короною, Марван визнався володінням останньої.

## Населення
| Кількість мешканців | Кількість мешканців | Кількість мешканців | Кількість мешканців | Кількість мешканців | Кількість мешканців | Кількість мешканців | Кількість мешканців | Кількість мешканців | Кількість мешканців | Кількість мешканців | Кількість мешканців | Кількість мешканців | Кількість мешканців | Кількість мешканців | Кількість мешканців |
| ------------------- | ------------------- | ------------------- | ------------------- | ------------------- | ------------------- | ------------------- | ------------------- | ------------------- | ------------------- | ------------------- | ------------------- | ------------------- | ------------------- | ------------------- | ------------------- |
| 1864                | 1878                | 1890                | 1900                | 1911                | 1920                | 1930                | 1940                | 1950                | 1960                | 1970                | 1981                | 1991                | 2001                | 2011                |                     |
| 4 907               | 5 397               | 5 678               | 5 994               | 6 478               | 6 292               | 7 116               | 7 630               | 8 290               | 7 478               | 5 430               | 5 418               | 4 419               | 4 029               | 3 512               |                     |